# 沼津港深海水族館
沼津港深海水族館（ぬまづこう しんかい すいぞくかん）は、日本の東海地方東部、静岡県沼津市の沼津港近隣にある複合観光施設「港八十三番地」内に所在する民営の水族館である。深海魚を主とする深海生物をテーマにした世界初の水族館で、世界で唯一シーラカンスの冷凍標本を展示しているシーラカンス・ミュージアムでもある。
沼津駅から約3km離れている。

## 概要
日本一深い駿河湾の深海と、3億5千万年前から深海で生き続けていた深海の生きた化石シーラカンスを目玉とした水族館。水深200mを超える海域を深海と呼ぶが、静岡には最深部 2,500m の駿河湾があり、深海生物の宝庫で、また沼津港を地元が自慢できる港にしたいとの思いから、地元の水産会社が約6億円をかけ、2011年に沼津港に創設した。またシーラカンス5体を数億円で購入。
1階が深海をテーマにした水族館であり、同年12月のオープン時に深海魚50種をはじめとする300種3,000匹で開設された。2階には博物館「シーラカンスミュージアム」とミュージアムショップが設置されている。
深海魚を主とする深海生物をテーマにした水族館は世界初。深海生物は、捕獲や飼育が難しく、その生態も多くが謎に包まれている。駿河湾や世界中の深海生物を中心に、また世界中の変わった生物も展示している。水族館のもう一つの目玉は冷凍2体と剥製3体のシーラカンス。シーラカンスはワシントン条約第I類「絶滅寸前種」に指定され、1991年より輸出入や商業利用が一切禁じられ、生きた個体を見ることは不可能。館のシーラカンスはワシントン条約に規制される前に捕獲された日本で唯一、国際希少野生動植物種登録票の発行された5体である。館によると、冷凍のシーラカンスを見られる水族館は世界初である。
2020年7月18日、捕獲数が極めて少ないため幻のサメといわれる「メガマウス」の剥製展示を開始した。同剥製は2019年1月に沼津市牛臥海岸に打ち上げられた4mのオスの個体。

### 展示

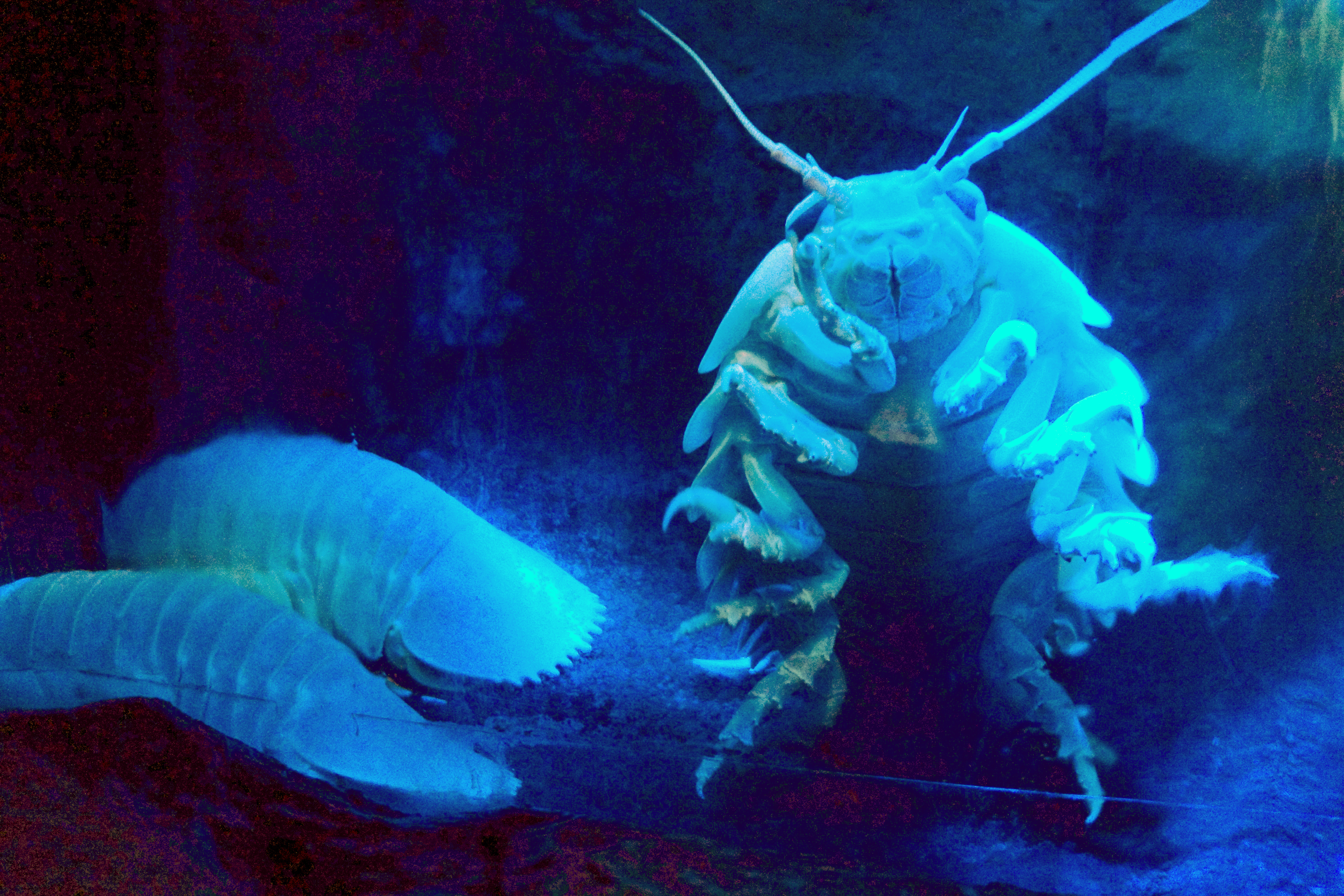
ダイオウグソクムシが展示のはじめにおかれる

館の1階では、世界中のユニークな生物で構成される「ヘンテコ生き物」コーナーや、光を発する魚が見られる「深海の光」コーナー、環境をテーマにした水槽やサンゴの養殖なども展示する。深海生物と浅い海とを比べたり、海底の廃棄物の展示もなされている。瞬間調光ガラスも使用している。

#### 常時展示生物
一時展示以外の一覧は2013年1月8日現在。
深海生物
- ボタンエビ
- ツボダイ
- トリカジカ
- センジュエビ
- ヒカリキンメダイ
- オキナエビ
- ベニカワムキ
- ベニテグリ
- サナダミズヒキガニ
- ウルトラブンブク
- サケビクニン
- ユメカサゴ
- ダイオウグソクムシ（大王具足虫）
- ヌタウナギ
- ミドリフサアンコウ
- サギフエ
- メンダコ
- スソウミヘビ
- ヨロイザメ
- タスマニアオオガニ
- オウムガイ
- アカザエビ
- 深海ナマコ
- ヤマトトックリウミグモ
- テヅルモヅル
- アデヤカバイカナマコ
- サケビクニン
- フタツザオチョウチンアンコウの仲間
- クロツノアンコウ
- サクラエビ（駿河特産）

海の生物
- ピグミーシーホース
- マダラハナダイ
- コバンザメ
- ヒノマルショウグンエビ
- コクテンフグ
- マダコ
- オオモンカエルアンコウ
- モンハナシャコ
- タコブネ
- ボロカサゴ
- ショウグンエビ
- アデヤカキンコ（シーアップル）

その他の生物
- ハリモグラ
- ニシアフリカトカゲモドキ
- ダイオウサソリ
- マダガスカルオオゴキブリ
- ボールパイソン
- マツカサトカゲ

#### 一時展示生物
以下は一時展示が行われたが、現在展示がない生物。
- ラブカ（ウナギザメ） - 難飼育のため[25]。剥製を展示。
- タコブネ（さかなクンより寄贈） - 難飼育のため。[26]
- スソウミヘビ - 巳年にちなみ展示[27][28]
- カグラザメ - 難飼育のため。館によると、水族館での生体展示は世界初。[29][30][31][32]

### シーラカンス・ミュージアム
2階には、冷凍保存されたものと剥製にされたもの2種類のシーラカンスが展示されている。
1979年に日本シーラカンス学術調査隊がアフリカ・コモロ沖の西インド洋で捕獲した個体5体のシーラカンスのうち、2体は2,500万円をかけて特注したガラス製の冷凍庫内で氷点下15度から18度に保冷され、3体は剥製として展示されている。大きいものは体長約1.8mある。
また、CTスキャンを行いた立体映像が再現され、シーラカンスの鱗に触ることができ、内臓標本や魚拓が展示されている。シーラカンスが泳いでいる映像や捕獲に用いたカヌー、シーラカンス研究者の研究室も再現されている。
2階入口のマスコットは「シーラ爺」という名のシーラカンスである。頭部はアニメーションの投影で表情が変わるように作られている。

#### CG
開館前の2011年9月14日、GEヘルスケア・ジャパンにて、1回転64枚、幅0.625mmの間隔で断層撮影できるX線CT装置を用い、シーラカンス1頭（体長約170cm）の断層像を約2700枚分撮影し、これはCGにも合成された。

### 展示画像

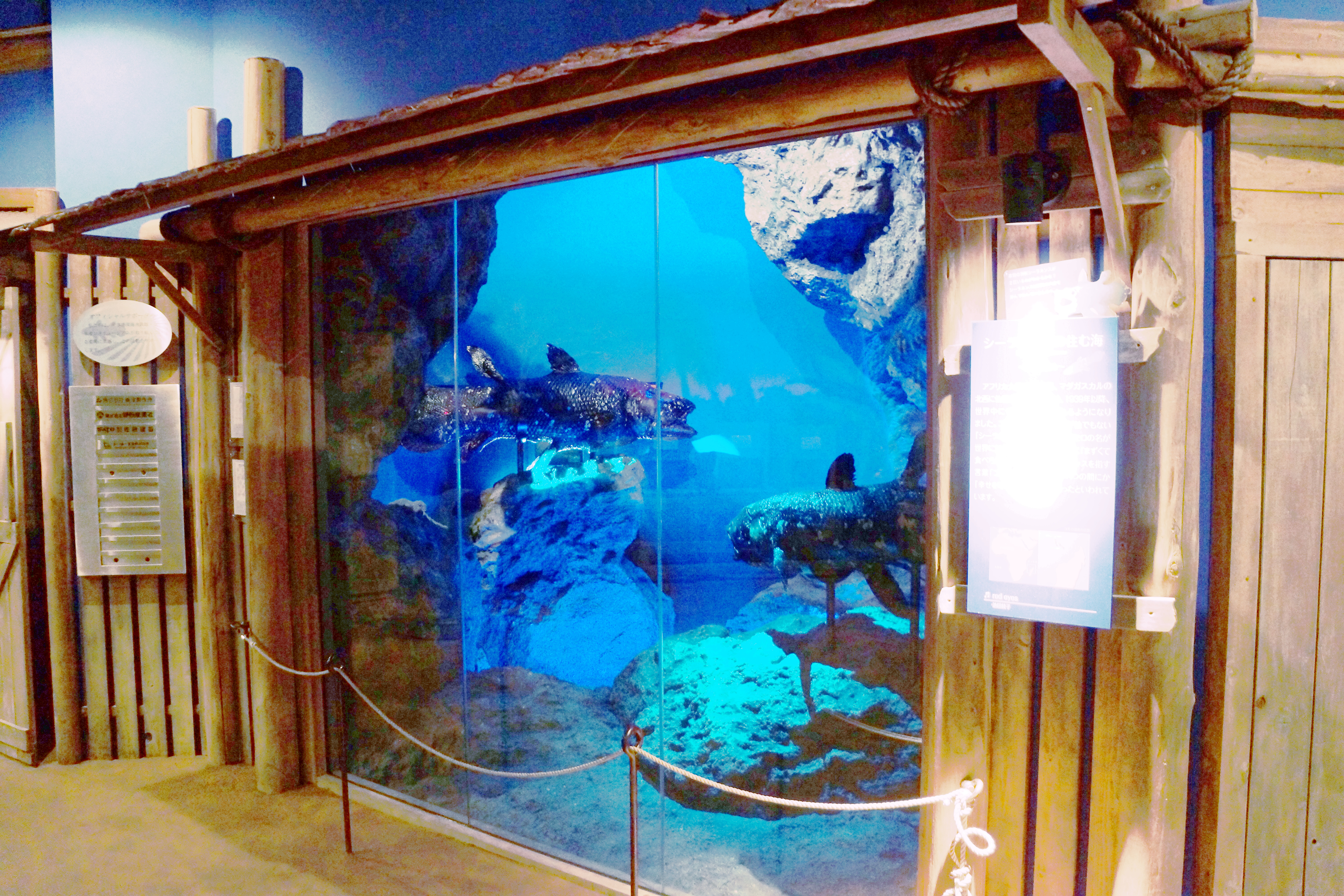
シーラカンスの展示
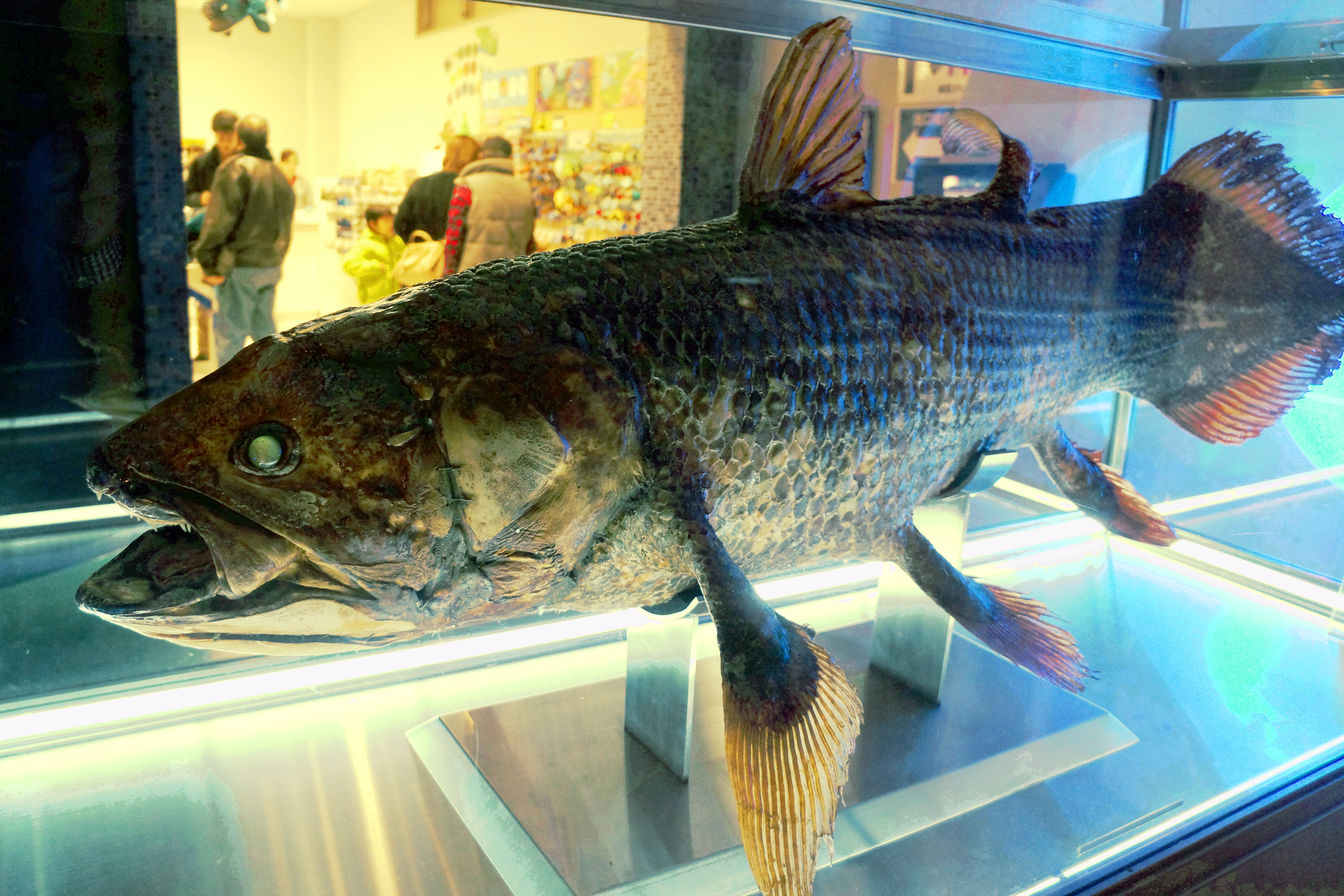
シーラカンスの標本
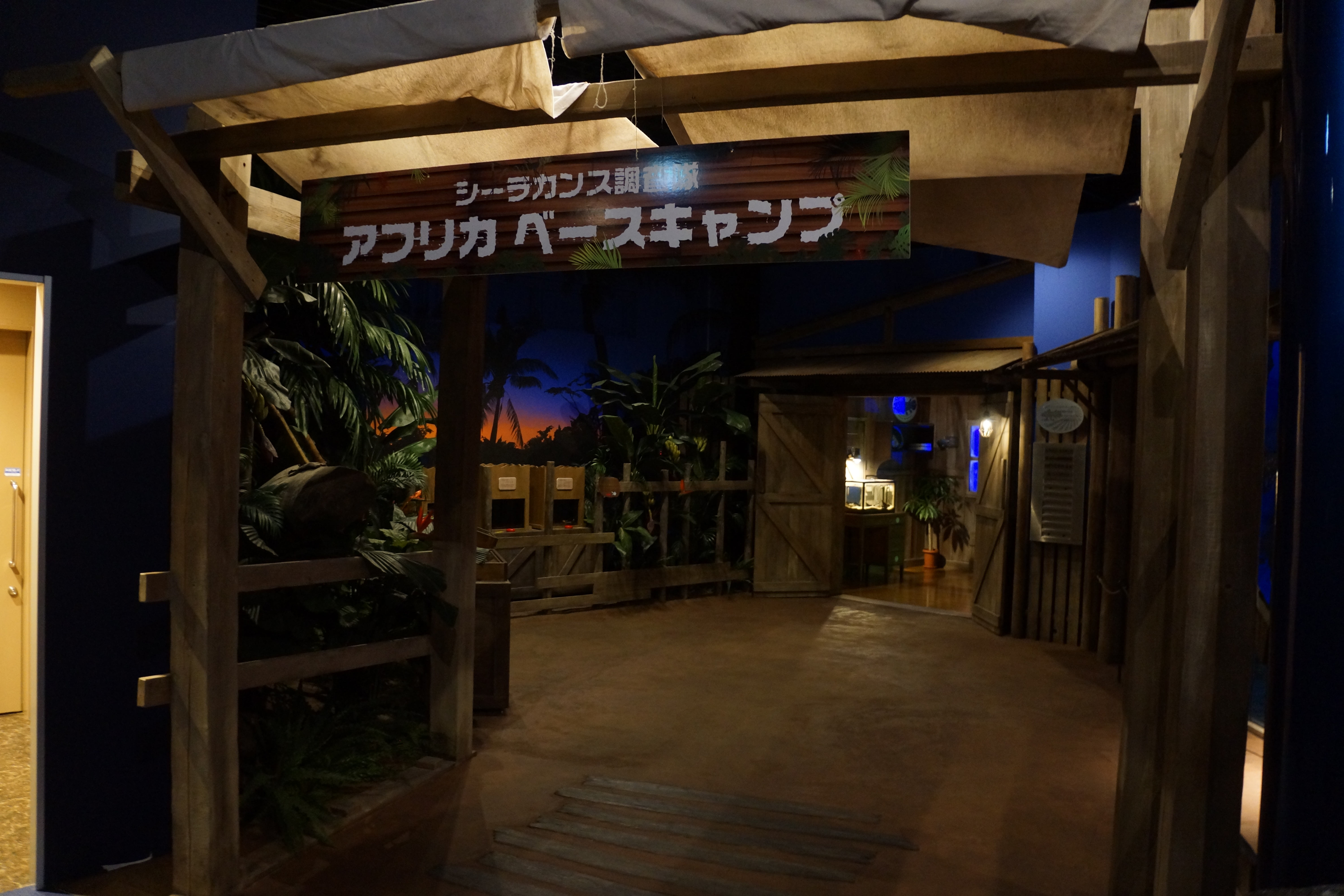
シーラカンスの研究スペースの展示
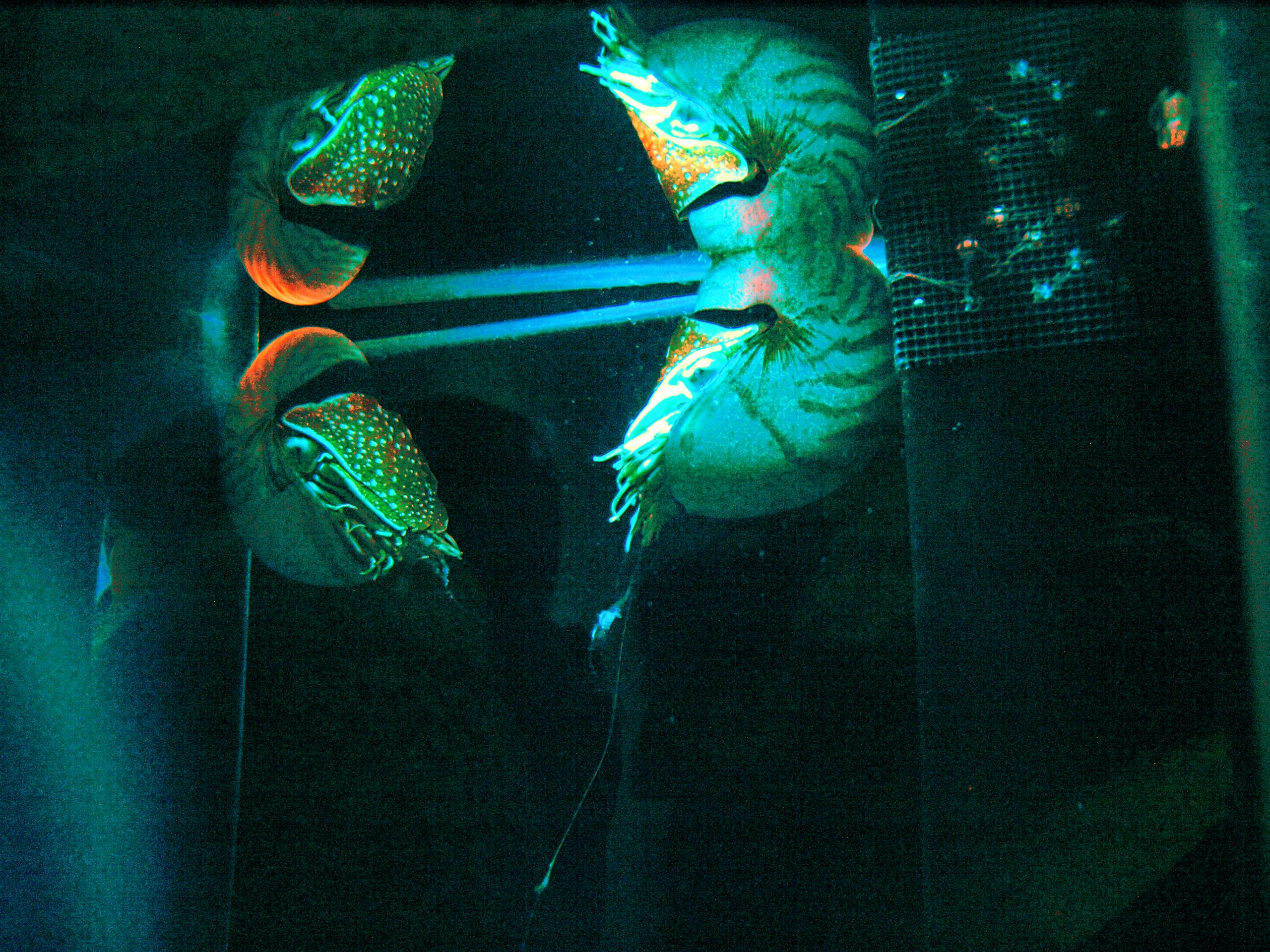
オウムガイ
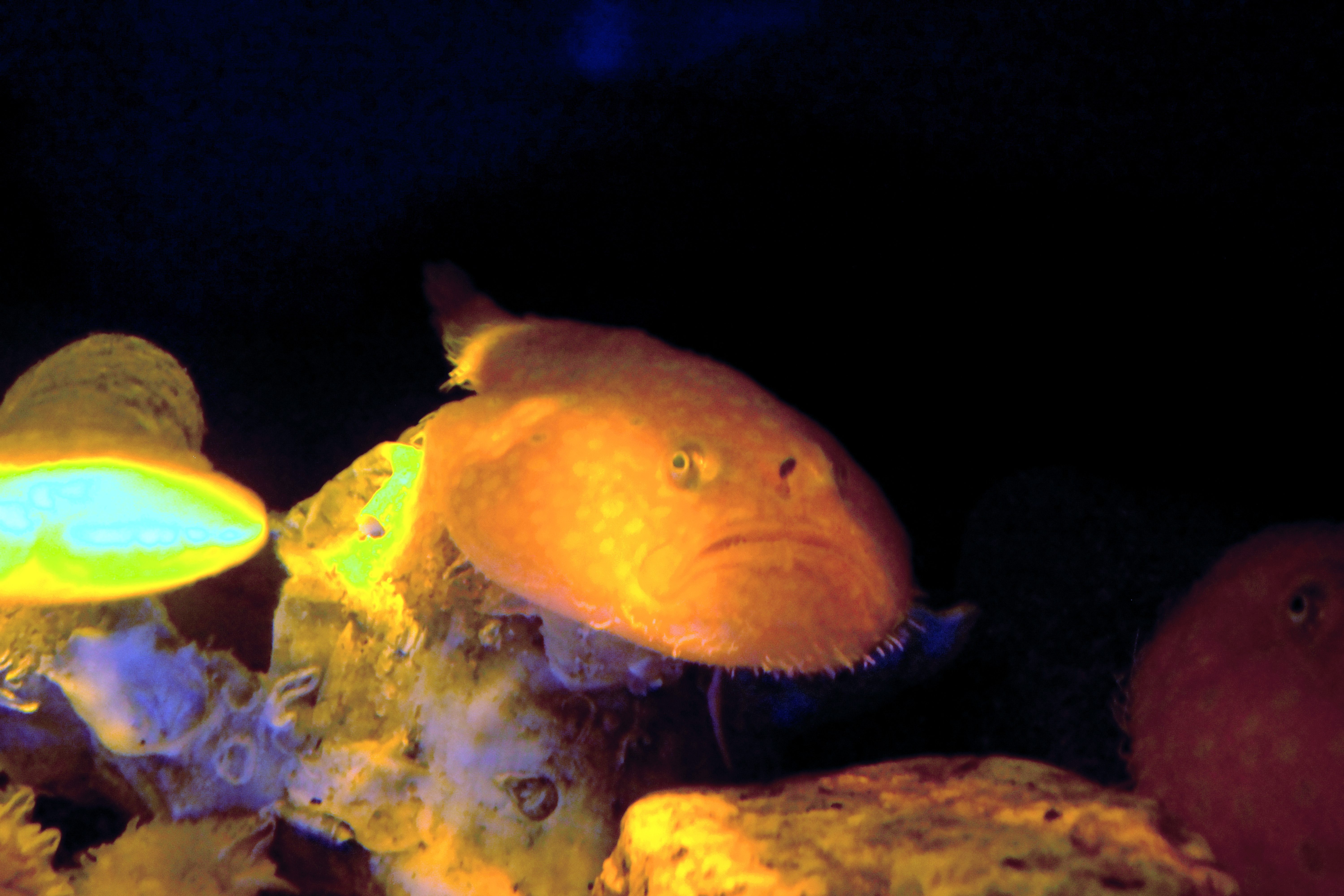
ミドリフサアンコウ

### 音楽
水族館業界初の試みとして、館内の展示コーナーごとに、ジャンルの異なる6人の作曲家がイメージ曲を書き下ろし、該当コーナーで流れている。「エントランス」にはKABUTOによるヒーリング曲、「海の底」コーナーには徳山美奈子によるピアノ現代音楽、「ヘンテコ生き物」コーナーには今野多久郎によるパーカッション楽曲、「駿河湾」コーナーには林哲司によるクラシカル・ポップス、「深海の光」コーナーには鈴木結女によるシンフォニック組曲、「シーラカンス・ミュージアム」には池田綾子によるネイティブ音楽〜サウンド・アート。これらの楽曲に、KABUTOによるヒーリング曲5曲を加えたオリジナルCD『DEEPEST』が発売されている。企画プロデュースは、大学生の鈴木香里武。

### 館長
初代館長は石垣幸二。伊豆半島の下田市生まれ。生き物の生体納入業者「ブルーコーナー」の創設者で、「海の手配師」と呼ばれる。2010年、テレビ東京『ガイアの夜明け』に出演。2011年12月、館長就任。2012年11月、日本テレビ『未来シアター』で「革新者」として取り上げられる。『朝日新聞GLOBE』では、石垣が水族館にタカアシガニを展示することや「海の手配師」の仕事などについて特集された。
石垣は、2018年3月16日付で解任された。水族館側は解雇の理由として、シーラカンスのはく製の売買取引が正当ではない額だったこと、マスコミ取材などに報酬を請求したことが契約に反していろこと、などを挙げている。石垣は、対応を顧問の弁護士に一任していること、「法人間のトラブルで、認識の違いがある。」等コメントしている。2代目館長には佐藤伸一郎が就任した。

## 港八十三番地
沼津港深海水族館が開業後、同じ事業者によって周辺一帯に飲食店などが整備され、住所（千本港町83）と美空ひばりの歌（港町十三番地）をかけた「港八十三番地（みなとはちじゅうさんばんち）」という名称の複合観光施設が形成されている。
（2019年（令和元年）7月8日に開業した、洋食・カフェ・アトラクションで構成される北部エリア一帯は、「PORT 83」とも呼称されている。）
水族館以外の施設・店舗は、以下の通り。
- PORTUS(ポルトゥス)（イタリア料理）
- La Torretta(ラトレッタ)（ベーカリー）
- LOCO MARINO COFFEE(ロコマリーノコーヒー)
- 沼津港深海水族館・シーラカンスミュージアム
  - ディープシーワールド（アトラクション）
  - ディープクルーズ（アトラクション）
- 浜焼き しんちゃん
- 沼津バーガー
- Latimeria(ラティメリア)（カフェ、鯖サンドなど）
- 海鮮丼 佐政(さまさ)
- 沼津港 海天寿司 一富士丸
- 人気チェーン店コラボ等
  - おみやげ田子の月（和菓子）
  - 磯揚げまる天（練り物）
  - いちごプラザ大福や
  - 寿太郎号（みかんジュース）

西側からの入り口を入ってすぐ正面にある「沼津港」と書かれた大提灯がシンボルとなっている。